# Mike Pence
Michael Richard Pence, ameriški odvetnik in politik, * 7. junij 1959, Columbus, Indiana, Združene države Amerike.
Med leti 2013 in 2017 je služil kot 50. guverner ameriške zvezne države Indiana. Po izvolitvi republikanskega kandidata Donalda Trumpa za 45. predsednika Združenih držav je Pence postal 48. podpredsednik.
Poročen je s Karen Pence in ima tri otroke.